# Magnetoencefalografía

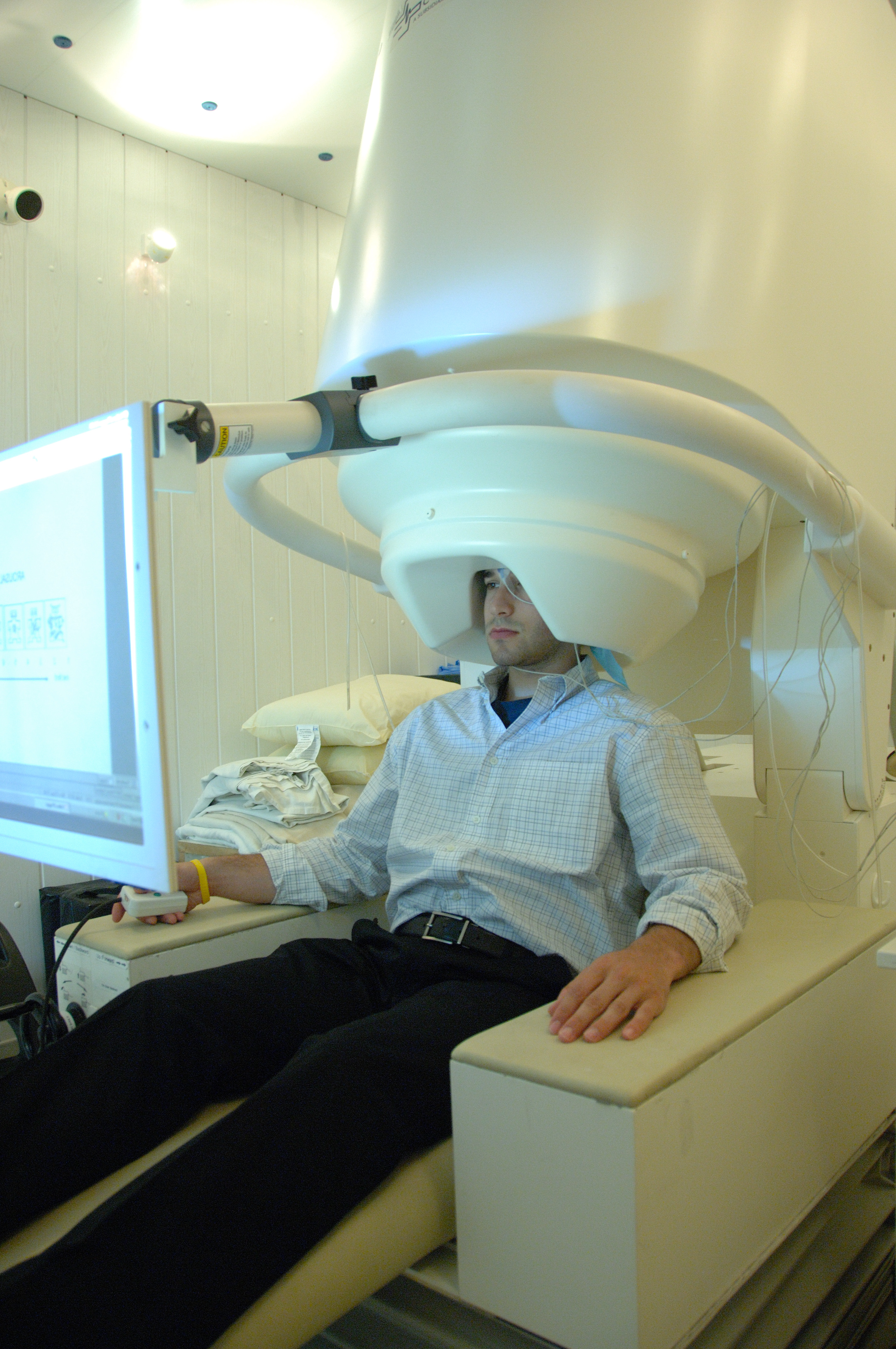
Persona haciéndose una MEG

La Magnetoencefalografía (MEG) es una técnica no invasiva que registra la actividad funcional cerebral, mediante la captación de campos magnéticos, permitiendo investigar las relaciones entre las estructuras cerebrales y sus funciones. La posibilidad de dichos registros viene determinada por la actividad postsináptica neuronal y por la activación sincrónica de millones de neuronas, lo que genera una actividad cerebral uniforme, diferenciada y localizada, capaz de ser registrada mediante magnetómetro localizados a lo largo de la convexidad craneal.

## Funcionamiento
Una de las técnicas de registro de los campos magnéticos de origen biológico de mayor incidencia y relevancia científica es la Magnetoencefalografía (MEG). La capacidad de la MEG, tanto en análisis como en organización de la información recibida, es tan grande que permite valorar en milisegundos la actividad cerebral y organizar mapas funcionales cerebrales con delimitación de la estructura cerebral en espacio de pequeños centímetros, e incluso, milímetros cúbicos. Esto permite generar mapas funcionales de la actividad cerebral capaces de ser organizados y representados temporal y espacialmente. En particular la MEG registra la actividad postsináptica generada por las dendritas apicales de las células piramidales cuya justificación desde el punto de vista neurofisiológico la podemos encontrar en los potenciales postsinápticos (PPS) que son potenciales con una cinética más lenta, durando entre 10 y más de 100 ms. Los PPS originan la actividad neuromagnética de baja frecuencia (entre 10 y 100 Hz).
Si analizamos detenidamente el proceso comprobaremos que la excitación inicial de una región de la membrana citoplasmática produce la entrada de corriente (corriente transmembrana o Imemb). A esta región se la denomina sumidero. Esa corriente debe formar un circuito cerrado, que se propagará por el interior (corriente intracelular o Intra) del axoplasma tanto anterógrada como retrógradamente, de forma que encontrará zonas de membrana por las que saldrá, a la vez que las despolariza. Estas regiones de salida de corriente se denominan fuentes. A partir de estas fuentes la corriente se propagará por el espacio extracelular (corriente extracelular o de volumen, Ivol). Este mecanismo con dos tipos de corriente (intracelular y de volumen) es el responsable de la generación de los campos magnéticos. Ya que se trata de un mismo circuito, resulta evidente que la magnitud de ambas corrientes será igual (Iintra = Ivol). Sin embargo, los volúmenes por los que se propagan no son iguales, y esta diferencia va a ser muy importante a la hora de determinar los campos magnéticos. 

## Ventajas
Existen diferentes técnicas de estudio de la actividad cerebral que podemos comparar con la MEG:
- Frente a las técnicas que miden o valoran la estructura cerebral, la Resonancia Magnética (RM) o la Tomografía Axial Computarizada (TAC), la MEG nos da información sobre los procesos funcionales de la anatomía cerebral con menor resolución espacial pero con mayor resolución temporal.
- Con relación a las técnicas que miden o estudian el metabolismo cerebral, como la tomografía por emisión de fotón único (SPECT) y la tomografía por emisión de positrones (PET), proveen información sobre diferentes cambios vasculares y metabólicos subyacentes a la actividad neuronal con una resolución temporal muy limitada y lejos del tiempo real de los procesos funcionales.
- Y comparándola con técnicas que estudian o miden procesos bioeléctricos como la Electroencefalografía (EEG), la EEG tiene una resolución temporal cercana a la MEG, pero la resolución espacial es muy limitada. Por otro lado, las señales registradas por la EEG se ven afectadas por los diferentes grados de resistencia de los tejidos que traspasan hasta alcanzar el electrodo externo, lo que conlleva dificultades e imprecisiones al interpretar la localización de las diferentes fuentes cerebrales generadoras de la señal electroencefalográfica. Por el contrario la MEG registra la actividad eléctrica primaria, cuyos campos magnéticos asociados no sufren problemas de atenuación, distorsión o modificación de la conductividad.

- Datos: Q384188
- Multimedia: Magnetoencephalography / Q384188